# Piero Maza
Piero Daniel Maza Gómez (Santiago de Chile,
25 de octubre de 1984) es un árbitro de fútbol chileno que es árbitro internacional de la FIFA desde 2018.

## Trayectoria
Debutó en el Torneo Apertura 2014  de la Primera División el 27 de julio de 2014. El año 2018 obtuvo la categoría de Árbitro FIFA.
Hizo noticia en abril de 2016, cuando en un partido entre Unión La Calera y Palestino, le lanzaron una empanada desde las tribunas del estadio. En noviembre de 2022, nuevamente fue noticia por un objeto lanzado a la cancha en su contra, esta vez fue un iPhone.
Fue nombrado por el reconocido medio español Sport como El árbitro peor colocado de la historia, tras el partido entre Universidad de Chile y Unión Española, partido en que tocó el balón dos veces en cinco segundos, interrumpiendo ataques para ambos equipos. Otro ejemplo de su mala ubicación fue el 2 de diciembre de 2023, cuando en un partido entre Universidad Católica y Deportes Copiapó, obstruyó en el área al delantero cruzado Fernando Zampedri, quien se encontraba en inmejorable posición para rematar al arco.
El 4 de abril de 2022, junto a otros diez jueces, fue desvinculado del arbitraje del fútbol chileno por Javier Castrilli, pero a los pocos días fueros reincorporados por presión del sindicato de árbitros, quienes entre otras cosas, pedían la salida de Javier Castrilli de su cargo.
En febrero de 2023, fue acusado por su esposa de ejercer violencia física y psicológica en su contra.
El 23 de julio de 2023, en el partido de Universidad Católica vs. Coquimbo Unido, válido por la 18° fecha del campeonato de Primera División de Chile, se viralizo una imagen del árbitro amonestando a un jugador coquimbano con una tarjeta amarilla personalizada, en la que se leía Piero Maza junto a una imagen del árbitro junto al logotipo FIFA.El presidente de la comisión arbitral, Roberto Tobar señaló que instó a Maza a dejar de utilizar las tarjetas.
Aparte de dirigir en el fútbol chileno, ha oficiado partidos oficiales del extranjero. El 30 de octubre de 2021, dirigió un partido de la Liga Profesional Saudí 2021-22 entre Al-Fayha Football Club y Al-Nassr Football Club.En marzo de 2022, digirió el encuentro entre Universidad César Vallejo y Sport Boys válido por la Liga 1 2022 peruana.

## Torneos

### Torneos FIFA
- Copa de Campeones Conmebol-UEFA 2022
- Copa Mundial de Fútbol Sub-20 de 2023

### Torneos Conmebol
- Copa América 2024

- Copa Libertadores 2018
- Copa Libertadores 2019
- Copa Libertadores 2020
- Copa Libertadores 2021
- Copa Libertadores 2022
- Copa Libertadores 2023
- Copa Libertadores 2024
- Copa Sudamericana 2018
- Copa Sudamericana 2019
- Copa Sudamericana 2020
- Copa Sudamericana 2021
- Copa Sudamericana 2022
- Copa Sudamericana 2023
- Copa Sudamericana 2024
- Recopa Sudamericana 2023
- Sudamericano de Fútbol Sub-20 de 2019

## Detalles

### Copa de Campeones Conmebol-UEFA
| Edición | Fecha              | Partido                  | Estadio         | Sede    | Fase  | Amonestado | Otorgado · Otorgado otra vez · Expulsado | Expulsado | Anotado · Penal |
| ------- | ------------------ | ------------------------ | --------------- | ------- | ----- | ---------- | ---------------------------------------- | --------- | --------------- |
| 2022    | 1 de junio de 2022 | Italia (0 - 3) Argentina | Wembley Stadium | Londres | Final | 4          | 0                                        | 0         | 0               |

### Copa América
| Edición | Fecha               | Partido                  | Estadio           | Sede            | Fase           | Amonestado | Otorgado · Otorgado otra vez · Expulsado | Expulsado | Anotado · Penal |
| ------- | ------------------- | ------------------------ | ----------------- | --------------- | -------------- | ---------- | ---------------------------------------- | --------- | --------------- |
| 2024    | 23 de junio de 2024 | Uruguay (3 - 1) Panamá   | Hard Rock Stadium | Miami           | Fase de grupos | 1          | 0                                        | 0         | 0               |
| 2024    | 28 de junio de 2024 | Paraguay (1 - 4) Brasil  | Allegiant Stadium | Las Vegas       | Fase de grupos | 5          | 0                                        | 1         | 2               |
| 2024    | 9 de julio de 2024  | Argentina (2 - 0) Canadá | MetLife Stadium   | East Rutherford | Semifinales    | 4          | 0                                        | 0         | 0               |

### Copa Mundial de Fútbol Sub-20
| Edición | Fecha              | Partido                | Estadio             | Sede    | Fase           | Amonestado | Otorgado · Otorgado otra vez · Expulsado | Expulsado | Anotado · Penal |
| ------- | ------------------ | ---------------------- | ------------------- | ------- | -------------- | ---------- | ---------------------------------------- | --------- | --------------- |
| 2023    | 24 de mayo de 2023 | Italia (0 - 2) Nigeria | Malvinas Argentinas | Mendoza | Fase de grupos | 1          | 0                                        | 0         | 0               |
| 2023    | 27 de mayo de 2023 | Japón (0 - 2) Israel   | Malvinas Argentinas | Mendoza | Fase de grupos | 8          | 1                                        | 0         | 0               |

### Clasificación de Conmebol para la Copa Mundial de Fútbol
| Edición   | Fecha                   | Partido                  | Estadio       | Sede           | Fase      | Amonestado | Otorgado · Otorgado otra vez · Expulsado | Expulsado | Anotado · Penal |
| --------- | ----------------------- | ------------------------ | ------------- | -------------- | --------- | ---------- | ---------------------------------------- | --------- | --------------- |
| 2023-2025 | 12 de octubre de 2023   | Colombia (2 - 2) Uruguay | Metropolitano | Barranquilla   | 3.ª fecha | 2          | 1                                        | 0         | 0               |
| 2023-2025 | 21 de noviembre de 2023 | Brasil (0 - 1) Argentina | Maracaná      | Río de Janeiro | 6.ª fecha | 3          | 0                                        | 1         | 0               |

### Recopa Sudamericana
| Edición | Fecha                 | Partido                                  | Estadio         | Sede  | Fase      | Amonestado | Otorgado · Otorgado otra vez · Expulsado | Expulsado | Anotado · Penal |
| ------- | --------------------- | ---------------------------------------- | --------------- | ----- | --------- | ---------- | ---------------------------------------- | --------- | --------------- |
| 2023    | 21 de febrero de 2023 | Independiente del Valle (1 - 0) Flamengo | Banco Guayaquil | Quito | Final ida | 9          | 0                                        | 1         | 0               |

### Copa Libertadores
| Edición | Fecha                    | Partido                                       | Estadio                | Sede           | Fase             | Amonestado | Otorgado · Otorgado otra vez · Expulsado | Expulsado | Anotado · Penal |
| ------- | ------------------------ | --------------------------------------------- | ---------------------- | -------------- | ---------------- | ---------- | ---------------------------------------- | --------- | --------------- |
| 2018    | 23 de mayo de 2018       | Emelec (0 - 3) Santa Fe                       | George Capwell         | Guayaquil      | Fase de grupos   | ?          | ?                                        | ?         | ?               |
| 2019    | 14 de febrero de 2019    | Atlético Nacional (0 - 0) Deportivo La Guaira | Atanasio Girardot      | Medellín       | Fase 2           | ?          | ?                                        | ?         | ?               |
| 2019    | 5 de marzo de 2019       | Deportes Tolima (1 - 0) Athletico Paranaense  | Manuel Murillo Toro    | Ibagué         | Fase de grupos   | ?          | ?                                        | ?         | ?               |
| 2019    | 27 de marzo de 2019      | Cruzeiro (2 - 0) Deportivo Lara               | Mineirão               | Belo Horizonte | Fase de grupos   | ?          | ?                                        | ?         | ?               |
| 2019    | 11 de abril de 2019      | Flamengo (6 - 1) San José                     | Maracaná               | Río de Janeiro | Fase de grupos   | ?          | ?                                        | ?         | ?               |
| 2020    | 16 de septiembre de 2020 | Bolívar (1 - 2) Palmeiras                     | Hernando Siles         | La Paz         | Fase de grupos   | 4          | 0                                        | 0         | 1               |
| 2021    | 18 de mayo de 2021       | Universitario (3 - 2) Independiente del Valle | Monumental             | Lima           | Fase de grupos   | 5          | 0                                        | 0         | 0               |
| 2021    | 5 de mayo de 2021        | Racing Club (0 - 0) São Paulo                 | Presidente Perón       | Avellaneda     | Fase de grupos   | 11         | 1                                        | 1         | 1               |
| 2021    | 21 de julio de 2021      | Barcelona (3 - 1) Vélez Sarsfield             | Isidro Romero Carbo    | Guayaquil      | Octavos de final | 8          | 0                                        | 0         | 1               |
| 2022    | 23 de febrero de 2022    | Bolívar (1 - 1) Universidad Católica          | Hernando Siles         | La Paz         | Fase 2           | 3          | 0                                        | 0         | 0               |
| 2022    | 5 de abril de 2022       | Always Ready (2 - 0) Corinthians              | Hernando Siles         | La Paz         | Fase de grupos   | 2          | 0                                        | 0         | 1               |
| 2022    | 18 de mayo de 2022       | Nacional (2 - 3) Vélez Sarsfield              | Gran Parque Central    | Montevideo     | Fase de grupos   | 8          | 0                                        | 0         | 1               |
| 2022    | 26 de mayo de 2022       | Boca Juniors (1 - 0) Deportivo Cali           | La Bombonera           | Buenos Aires   | Fase de grupos   | 7          | 0                                        | 0         | 0               |
| 2022    | 7 de septiembre de 2022  | Flamengo (2 - 1) Vélez Sarfield               | Maracaná               | Río de Janeiro | Semifinal        | 5          | 0                                        | 0         | 0               |
| 2023    | 8 de marzo de 2023       | Millonarios (1 - 1) Atlético Mineiro          | Nemesio Camacho        | Bogotá         | Fase 3           | 6          | 0                                        | 0         | 0               |
| 2023    | 1 de agosto de 2023      | Argentinos Juniors (1 - 0) Fluminense         | Diego Armando Maradona | Buenos Aires   | Octavos de final | 4          | 0                                        | 2         | 0               |
| 2024    | 8 de febrero de 2024     | Aucas (1 - 0) Nacional                        | Gonzalo Pozo Ripalda   | Quito          | Fase 1           | 8          | 0                                        | 0         | 1               |
| 2024    | 27 de febrero de 2024    | Bragantino (0 - 0) (4:3p) Águilas Doradas     | Nabi Abi Chedid        | São Paulo      | Fase 2           | 8          | 0                                        | 0         | 0               |
| 2024    | 7 de mayo de 2024        | Rosario Central (0 - 1) Atlético Mineiro      | Gigante de Arroyito    | Rosario        | Fase de grupos   | 5          | 0                                        | 0         | 0               |
| 2024    | 14 de mayo de 2024       | River Plate (2 - 0) Libertad                  | Monumental             | Buenos Aires   | Fase de grupos   | 3          | 0                                        | 0         | 0               |
| 2024    | 28 de mayo de 2024       | Peñarol (2 - 1) Rosario Central               | Campeón del Siglo      | Montevideo     | Fase de grupos   | 8          | 0                                        | 0         | 0               |

### Copa Sudamericana
| Edición | Fecha                    | Partido                                     | Estadio                | Sede                    | Fase                  | Amonestado | Otorgado · Otorgado otra vez · Expulsado | Expulsado | Anotado · Penal |
| ------- | ------------------------ | ------------------------------------------- | ---------------------- | ----------------------- | --------------------- | ---------- | ---------------------------------------- | --------- | --------------- |
| 2018    | 10 de abril de 2018      | Liga de Quito (2 - 1) Guabirá               | Rodrigo Paz Delgado    | Quito                   | Primera fase          | ?          | ?                                        | ?         | ?               |
| 2018    | 18 de julio de 2018      | Defensa y Justicia (2 - 0) El Nacional      | Norberto Tomaghello    | Buenos Aires            | Segunda fase          | ?          | ?                                        | ?         | ?               |
| 2018    | 20 de septiembre de 2018 | Bahia (2- 1) Botafogo                       | Arena Fonte Nova       | Salvador                | Octavos de final      | ?          | ?                                        | ?         | ?               |
| 2019    | 1 de agosto de 2019      | Universidad Católica (3 - 2) Independiente  | Olímpico Atahualpa     | Quito                   | Octavos de final      | ?          | ?                                        | ?         | 1               |
| 2019    | 25 de septiembre de 2019 | Independiente del Valle (2 - 2) Corinthians | Olímpico Atahualpa     | Quito                   | Semifinal             | ?          | ?                                        | ?         | ?               |
| 2020    | 11 de febrero de 2020    | Atlético Grau (1 - 2) River Plate           | Monumental             | Lima                    | Primera fase          | 6          | 0                                        | 0         | 0               |
| 2021    | 6 de abril de 2021       | Huachipato (3 - 0) Antofagasta              | Huachipato-CAP Acero   | Talcahuano              | Primera fase          | 6          | 0                                        | 1         | 0               |
| 2021    | 20 de abril de 2021      | Aucas (0 - 1) Athletico Paranaense          | Gonzalo Pozo Ripalda   | Quito                   | Primera fase          | 4          | 0                                        | 0         | 0               |
| 2021    | 29 de abril de 2021      | Lanús (1 - 2) Grêmio                        | Ciudad de Lanús        | Lanús                   | Fase de grupos        | 6          | 0                                        | 0         | 0               |
| 2022    | 9 de marzo de 2022       | Ayacucho (2 - 0) Sport Boys                 | Huancayo               | Huancayo                | Primera fase          | 7          | 0                                        | 0         | 0               |
| 2022    | 15 de marzo de 2022      | General Caballero (2 - 1) Sol de América    | Defensores del Chaco   | Asunción                | Primera fase          | 8          | 0                                        | 0         | 1               |
| 2022    | 28 de abril de 2022      | Oriente Petrolero (1 - 3) Junior            | Ramón Aguilera Costas  | Santa Cruz de la Sierra | Fase de grupos        | 8          | 0                                        | 0         | 0               |
| 2022    | 4 de mayo de 2022        | Barcelona (1 - 1) Lanús                     | Isidro Romero Carbo    | Guayaquil               | Fase de grupos        | 8          | 0                                        | 0         | 0               |
| 2022    | 30 de junio de 2022      | Olimpia (2 - 0) Atlético Goianiense         | Defensores del Chaco   | Asunción                | Octavos de final      | 5          | 0                                        | 0         | 0               |
| 2022    | 5 de julio de 2022       | Unión de Santa Fe (1 - 2) Nacional          | 15 de Abril            | Santa Fe                | Octavos de final      | 6          | 0                                        | 1         | 0               |
| 2022    | 3 de agosto de 2022      | São Paulo (1 - 0) Ceará                     | Morumbi                | São Paulo               | Cuartos de final      | 4          | 0                                        | 0         | 0               |
| 2023    | 4 de abril de 2023       | Millonarios (3 - 0) Defensa y Justicia      | Nemesio Camacho        | Bogotá                  | Fase de grupos        | 6          | 0                                        | 0         | 1               |
| 2023    | 18 de abril de 2023      | Estudiantes (4 - 0) Tacuary                 | Jorge Luis Hirschi     | La Plata                | Fase de grupos        | 8          | 1                                        | 0         | 0               |
| 2023    | 19 de julio de 2023      | Emelec (0 - 0) Sporting Cristal             | George Capwell         | Guayaquil               | Octavos de final (PO) | 4          | 0                                        | 0         | 0               |
| 2023    | 4 de octubre de 2023     | Defensa y Justicia (0 - 0) Liga de Quito    | Ciudad de Lanús        | Lanús                   | Semifinal             | 5          | 0                                        | 0         | 0               |
| 2024    | 6 de marzo de 2024       | Guaraní (0 - 1) Sportivo Luqueño            | Defensores del Chaco   | Asunción                | Primera fase          | 5          | 0                                        | 0         | 0               |
| 2024    | 3 de abril de 2024       | Nacional Potosí (0 - 0) Boca Juniors        | Víctor Agustín Ugarte  | Potosí                  | Fase de grupos        | 10         | 0                                        | 0         | 1               |
| 2024    | 23 de abril de 2024      | Argentinos Juniors (1 - 0) Corinthians      | Diego Armando Maradona | Buenos Aires            | Fase de grupos        | 8          | 0                                        | 1         | 0               |

### Sudamericano Sub-20
| Edición | Fecha                 | Partido                   | Estadio         | Sede     | Fase           | Amonestado | Otorgado · Otorgado otra vez · Expulsado | Expulsado | Anotado · Penal |
| ------- | --------------------- | ------------------------- | --------------- | -------- | -------------- | ---------- | ---------------------------------------- | --------- | --------------- |
| 2019    | 22 de enero de 2019   | Paraguay (1 - 0) Perú     | Fiscal de Talca | Talca    | Fase de grupos | ?          | ?                                        | ?         | ?               |
| 2019    | 26 de enero de 2019   | Argentina (1 - 0) Perú    | Fiscal de Talca | Talca    | Fase de grupos | ?          | ?                                        | ?         | 1               |
| 2019    | 29 de enero de 2019   | Venezuela (1 - 1) Uruguay | El Teniente     | Rancagua | Fase final     | ?          | ?                                        | ?         | ?               |
| 2019    | 4 de febrero de 2019  | Ecuador (1 - 0) Colombia  | El Teniente     | Rancagua | Fase final     | ?          | ?                                        | ?         | ?               |
| 2019    | 10 de febrero de 2019 | Brasil (1 - 0) Argentina  | El Teniente     | Rancagua | Fase final     | ?          | ?                                        | ?         | 1               |